# Síh severní maréna
Síh severní maréna nebo jen síh maréna (Coregonus maraena) je sladkovodní ryba z čeledi lososovitých.

## Popis
Z rodu síh je největší, v Polsku některé exempláře dorůstají i přes 1 metr při váze nad 10 kg. Běžně dorůstá 30–60 cm a váží 0,5–2,5 kg. Dožívá se i přes 10 let, většinou však mnohem méně. K životu potřebuje čistou vodu s dostatkem kyslíku nad 70 % a voda nad 25 °C je pro ni smrtelná. Potravou je plankton a larvy chrostíků. Během roku žije v hejnech, které se pohybují ve velké hloubce.
Vyskytuje se v Česku, Dánsku, Estonsku, Finsku, Litvě, Lotyšsku, Německu, Nizozemsku, Norsku, Polsku a Slovensku.

## Výskyt v Česku
Od roku 1887 je v Česku místy chována jako doplňkový druh v některých jezerech. Jikry nechal do Česka poprvé dovézt rybníkář Šusta v roce 1882 z jezera Miedwie. Vyskytuje se v údolních nádržích, např. Lipno, Orlík, Slapy a Jordán.

## Největší úlovky z našeho území
| Délka | Hmotnost | Revír        | Datum ulovení | Nástraha | Reference |
| ----- | -------- | ------------ | ------------- | -------- | --------- |
| ?     | 8,0 kg   | nádrž Jordán | 1968          | ?        | [ 2 ]     |
| 74 cm | 5,5 kg   | ÚN Lipno     | 1994          | těsto    | [ 6 ]     |
| 76 cm | 4,3 kg   | ÚN Slapy     | 1999          | žížaly   | [ 3 ]     |